# Dmitrij Ščerbinin
Dmitrij Nikolaevič Ščerbinin (in russo Дмитрий Николаевич Щербинин?; Mosca, 10 settembre 1989) è un pallavolista russo.
Gioca nel ruolo di centrale nella Volejbol'nyj klub Dinamo Moskva.

## Carriera
La carriera di Dmitrij Ščerbinin inizia nel 2006, quando entra a far parte del settore giovanile della Volejbol'nyj klub Dinamo Moskva, giocando nelle categorie minori del campionato russo con la seconda squadra del suo club. Viene promosso in prima squadra un anno dopo, debuttando nella Superliga russa nel campionato 2007-08, raggiungendo la finale di Coppa di Russia e vincendo subito lo scudetto; al termine della stagione partecipa al campionato europeo under 19, competizione nella quale viene premiato come miglior muro. Nel campionato successivo inaugura la stagione con la vittoria della Supercoppa russa, trofeo vinto anche nell'edizione successiva, per poi aggiudicarsi in seguito la Coppa di Russia; in estate partecipa al campionato europeo under 20 2008, vincendo la medaglia di bronzo.
Nelle stagioni seguenti raccoglie diversi secondi e terzi posti sia in ambito nazionale che internazionale, tra i quali spicca la finale della Champions League 2009-10, interrompendo questo digiuno col trionfo nella Coppa CEV 2011-12, bissato poi nell'edizione 2014-15; continua tuttavia a vestire la maglia della selezione russe, giocando con la formazione universitaria l'Universiade 2009 e l'Universiade 2013, aggiudicandosi la medaglia d'oro in entrambe le competizioni, mentre nel 2010 fa il debutto nella nazionale russa maggiore, con la quale si vince la World League 2011.

## Palmarès

### Club
- Campionato russo: 1

2007-08
- Coppa di Russia: 1

2009
- Supercoppa russa: 2

2008, 2009
- Coppa CEV: 2

2011-12, 2014-15

### Nazionale (competizioni minori)
- Campionato europeo under 20 2008
- Universiade 2009
- Universiade 2013
- Memorial Hubert Wagner 2017

### Premi individuali
- 2007 - Campionato europeo under 19: Miglior muro